# Michael G. Vickers
Michael George Vickers (nascido em 27 de abril de 1953) é um oficial de defesa americano que atuou como Subsecretário de Defesa para Inteligência (USD-I). Em tal cargo, que foi nomeado pelo presidente Barack Obama em 2010, era o principal oficial de inteligência militar civil do Departamento de Defesa. Antes de se tornar subsecretário de defesa para a inteligência, atuou como Secretário Adjunto de Defesa para Operações Especiais e Conflitos de Baixa Intensidade.
Antes de entrar no Departamento de Defesa, serviu nas Forças Especiais do Exército como oficial não comissionado e oficial comissionado, bem como oficial de operações paramilitares da Agência Central de Inteligência (CIA) de sua Divisão de Atividades Especiais de elite. Enquanto na CIA, desempenhou um papel fundamental no armamento da resistência à invasão soviética do Afeganistão.

## Carreira
Nasceu em Burbank, na Califórnia. De 1973 a 1978, serviu como sargento das Forças Especiais do Exército com o 10º Grupo de Forças Especiais em Fort Devens, Massachusetts, e 1º Batalhão, Destacamento das Forças Especiais Europa (Aerotransportado) em Bad Tölz, na Alemanha. Em 1978, tornou-se um oficial comissionado servindo no 7º Grupo de Forças Especiais em Fort Gulick, no Panamá. Em junho de 1983, renunciou ao serviço militar e mais tarde ingressou na Divisão de Atividades Especiais da CIA como oficial de operações paramilitares.
Em meados de 1980, envolveu-se com a Operação Ciclone, o programa da CIA para armar os Mujahideen islâmicos durante a Guerra Soviética-Afegã. Ele era o principal estrategista militar dos EUA, coordenando um esforço que envolveu dez países e orientando forças compostas por mais de 500.000 combatentes afegãos.
Mais tarde, foi vice-presidente sênior de Estudos Estratégicos no Centro de Avaliações Estratégicas e Orçamentárias (CSBA), tendo prestado consultoria sobre a estratégia do Iraque ao presidente dos EUA, George H. W. Bush e ao seu gabinete de guerra.
Em 2004, escreveu um artigo de opinião para o USA Today, no qual afirmou que os Estados Unidos poderiam ter sucesso no Iraque usando uma força muito menor modelada de acordo com a implantação das forças armadas americanas no Afeganistão.
Em julho de 2007, foi confirmado pelo Senado dos Estados Unidos como Secretário Adjunto de Defesa, tendo atuado como conselheiro civil sênior do Secretário de Defesa dos Estados Unidos em assuntos como estratégia de "contra-terrorismo" e emprego operacional de forças de operações especiais, forças e forças convencionais.
Em relação ao ISIS e à Al-Qaeda, tem defendido uma política de disrupção, de ataques destinados a distrair e manter os militantes desequilibrados de tal forma que eles sejam incapazes de organizar e executar ações contra os Estados Unidos e suas forças no Afeganistão, Iraque e o Médio Oriente.
Aposentou-se do serviço público em abril de 2015. Em dezembro de 2015, foi anunciado que ele havia sido nomeado para o conselho de administração da BAE Systems.
Em outubro de 2020, assinou uma carta afirmando que o caso do laptop de Biden “tem as marcas clássicas de uma operação de informação russa. 

## Vida pessoal
Em vez disso, decidiu se alistar no Exército dos EUA tendo optado por ingressar nas Forças Especiais, supondo que seria melhor prepará-lo para sua ocupação ideal na CIA. Quando ele fez o teste de inteligência do Exército, ele recebeu uma pontuação de 160 pontos, a pontuação mais alta possível. Ele se destacou em praticamente todos os aspectos do treinamento das Forças Especiais. Foi considerado um de seus maiores especialistas em combate corpo a corpo e estudou armas e táticas soviéticas a um nível obsessivo. Ele treinou com os SEALs da Marinha e o SAS britânico, e até se ofereceu para saltar de paraquedas atrás das linhas soviéticas com uma pequena ogiva termonuclear, caso uma guerra em grande escala começasse. Ele também completou a extenuante Escola de Guarda - parques do Exército, bem como a Escola Militar de Paraquedistas de Queda Livre de elite.
Mais tarde na vida, Vickers frequentou a Universidade do Alabama, onde se formou com honras e passou a frequentar a Universidade de Negócios de Wharton da Universidade da Pensilvânia, da qual recebeu um MBA. Ele obteve um Ph.D. em 2011 em Relações Internacionais/Estudos Estratégicos da Paul H. Nitze, Escola de Estudos Internacionais Avançados, (SAIS) na Universidade Johns Hopkins orientação do Professor Eliot A. Cohen.

## Na cultura popular
O papel de Vickers no Agência Central de Inteligência durante a Guerra Soviético-Afegã foi destaque no livro de George Criledo de 2003 Guerra de Charlie Wilson e na adaptação cinematográfica de 2007, em que ele é interpretado pelo ator Christopher Denham.